# Ikarus 412
Ikarus 412 – 12-metrowy autobus produkowany przez fabrykę Ikarusa. Jest on kontynuacją nieco krótszego modelu 411, podstawowa cecha różniąca go od starszej wersji to obecność tylnej szyby (wstawienie jej było możliwe dzięki poprzecznemu umocowaniu silnika). Do Polski sprowadzono łącznie 36 takich pojazdów.